# Шимашюс, Ремигиюс
Реми́гиюс Шима́шюс (лит. Remigijus Šimašius; род. 12 января 1974, Таураге, Литовская ССР, СССР) — литовский юрист, правовед, экономист и политический деятель. Сооснователь Партии свободы. Мэр Вильнюса с 2015 по 2023 года. В прошлом — член Сейма Литвы (2012—2016), министр юстиции Литвы (2008—2012) (являлся вторым самым молодым министром юстиции в истории литовского права).

## Биография
Ремигиюс Шимашюс окончил юридический факультет Вильнюсского университета. Затем он учился как докторант университета Миколаса Ромериса. 17 сентября 2002 года защитил диссертацию на тему «Правовой плюрализм», доктор юридических наук.
С 2002 года до 2005 года он работал в качестве лектора по правовой теории кафедры правовой теории юридического факультета университета Миколаса Ромериса.
С 2005 года до 2008 года он являлся преподавателем (лектором) в области теории права кафедры правовой теории и правовой истории юридического факультета Вильнюсского университета.
С 1995 года до декабря 2008 года Ремигиюс Шимашюс являлся экспертом права, экономистом Литовского института свободного рынка (LLRI), c 9 мая 2006 года — президент Института.
C 9 декабря 2008 до декабря 2012 года являлся министром юстиции в правительстве А. Кубилюса. Он был выдвинут партией Движение либералов Литовской Республики.
В 2015 году был избран мэром Вильнюса. Это были первые прямые выборы мэров в Литве. В первом туре Р. Шимашюс набрал 33,96 % голосов, у бывшего мэра А. Зуокаса — 18,05 %, у председателя Избирательной акции поляков Литвы Вальдемара Томашевского — 16,96 %. Во втором туре Ремигиюс Шимашюс победил, набрав 60,89 % голосов, за Артураса Зуокаса проголосовали 37,93 % избирателей.
В июне 2016 года члены партии «Движение либералов» избрали Ремигиюса Шимашюса председателем партии на внеочередном съезде. Во втором туре Шимашюс победил Гентвиласа, набрав 53,69 % голосов.
На парламентских выборах в Литве (2016) партия «Движение либералов» под руководством Шимашюса заняла четвёртое место, получив 9,45 % (14 мандатов).
В 2018 году покинул «Движение либералов».
В 2019 году создал общественный комитет «За Вильнюс, которым мы гордимся» и
17 марта 2019, во втором туре, был переизбран мэром Вильнюса, набрав во втором туре 59 % голосов.
Шимашюс и Аушрине Армонайте основали Партию свободы. Учредительный съезд партии прошёл 1 июня 2019 года. Председателем избрана Аушрине Армонайте.

## Деятельность на посту мэра
Во время пребывания Шимашюса на посту мэра Вильнюса в городе были убраны скульптуры с Зелёного моста, началась застройка домами бывшего крупнейшего стадиона города «Жальгирис», был снесён крупнейший в городе Лаздинайский плавательный бассейн, снесён кинотеатр «Летува», на месте которого был открыт музей современного искусства MO.
В марте 2019 года стал первым в истории Литвы мэром, посетившим гей-клуб.

## Работы
- Nevyriausybinės organizacijos: reguliavimas Lietuvoje ir Vakarų patirtis, 1999.